# San Giuseppe (Cassola)
San Giuseppe è una frazione del comune di Cassola in provincia di Vicenza ed è il centro più popoloso del comune dove si trova una sede municipale staccata.

## Geografia fisica
Si trova a circa 6 km a nord di Cassola e a 5 km dall'imbocco col Canale di Brenta ed è inserita nel contesto urbano di Bassano del Grappa da cui dista 2 km.

## Storia
La storia di San Giuseppe è strettamente legata a quella della città di Bassano del Grappa. Prima di avere questo nome, San Giuseppe era chiamata Termine di Cassola. Con la costruzione della chiesa, nel 1950, e la sua consacrazione a San Giuseppe, il nome del paese tramutò proprio in onore di San Giuseppe.

## Infrastrutture e trasporti
San Giuseppe di Cassola è raggiungibile tramite la SP248 Schiavonesca-Marosticana con cui si possono raggiungere Bassano del Grappa, Marostica e Vicenza, verso ovest, e Montebelluna e il Friuli, verso est. Inoltre, si può raggiungere la frazione tramite la SS47 della Valsugana con cui si possono raggiungere Trento e quindi l'Austria, verso nord, e Padova e Cittadella, verso sud. È possibile raggiungere San Giuseppe attraverso la Pedemontana Veneta uscendo al casello di Bassano del Grappa est-Rosà.